# Hochstiftstraße 2 (Weisingen)

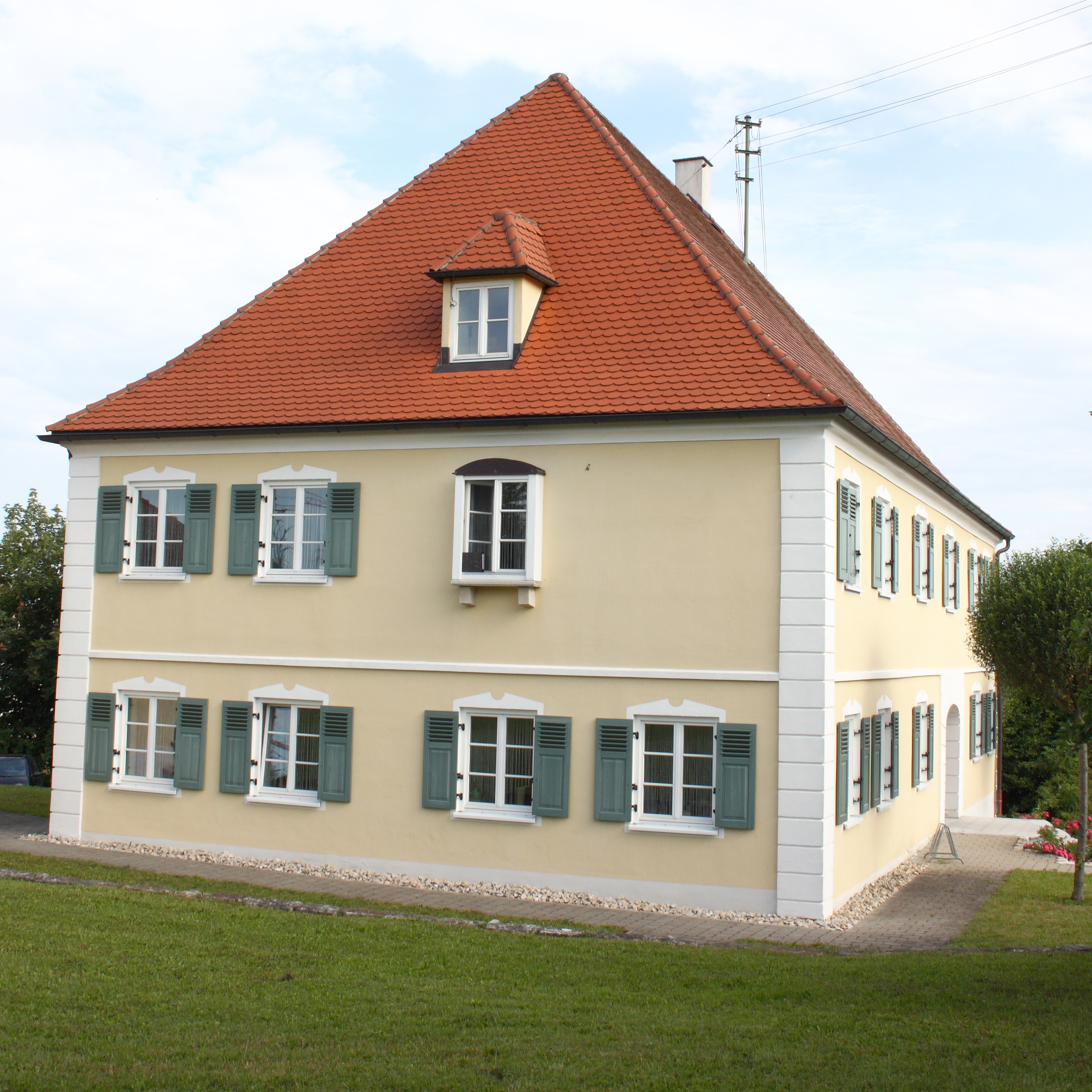
Ehemaliges Pflegamt in Weisingen

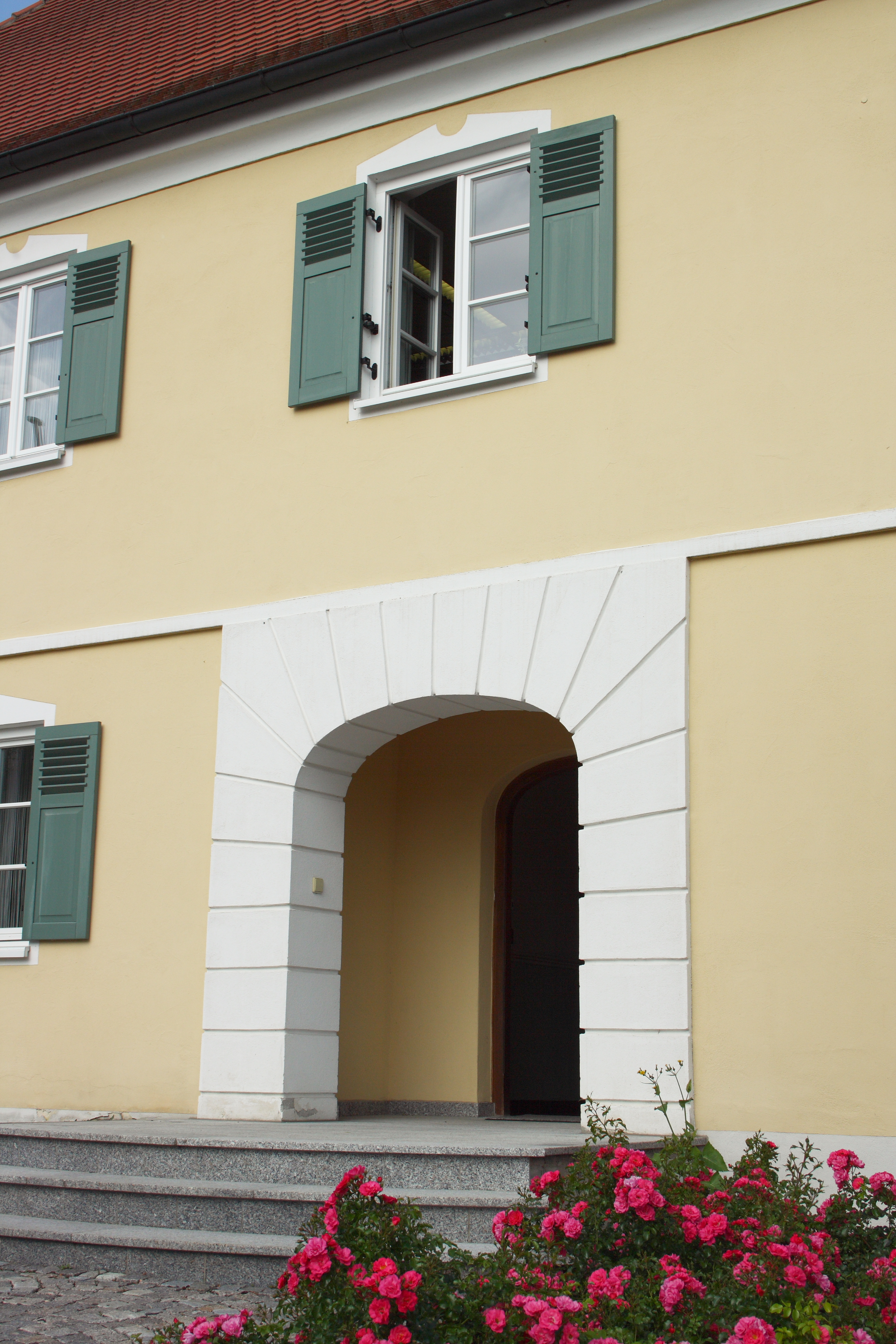
Portal des Gebäudes

Das Gebäude Hochstiftstraße 2 in Weisingen, einem Gemeindeteil von Holzheim im schwäbischen Landkreis Dillingen an der Donau in Bayern, wurde wohl 1790/91 von Alois Feistle errichtet. Das Gebäude ist ein geschütztes Baudenkmal.

## Architektur
Das als Sitz des Pflegamts Weisingen errichtete Gebäude besitzt sechs Fensterachsen an der Längsseite und fünf an der Breitseite. Es wird von einem hohen Walmdach gedeckt. Im Dachstuhl des Hauses wurden ältere Balken verwendet, die teilweise mit dem Jahr 1672 bezeichnet sind. Der Eingang besitzt eine Nische und wird von einem Korbbogen aus Hausteinen gestaltet.
Im Inneren ist das klassizistische Stiegengeländer mit Brettbalustern erhalten.
Nachdem das Gebäude lange Zeit als Forstamt diente, wird es heute von der  Verwaltungsgemeinschaft Holzheim genutzt.